# Бернт-Ривер (приток Снейка)
Бернт-Ривер (англ. Burnt River) — река на востоке штата Орегон, США. Левый приток реки Снейк, которая в свою очередь является притоком реки Колумбия. Длина составляет 158 км; площадь водосборного бассейна — 2823 км².

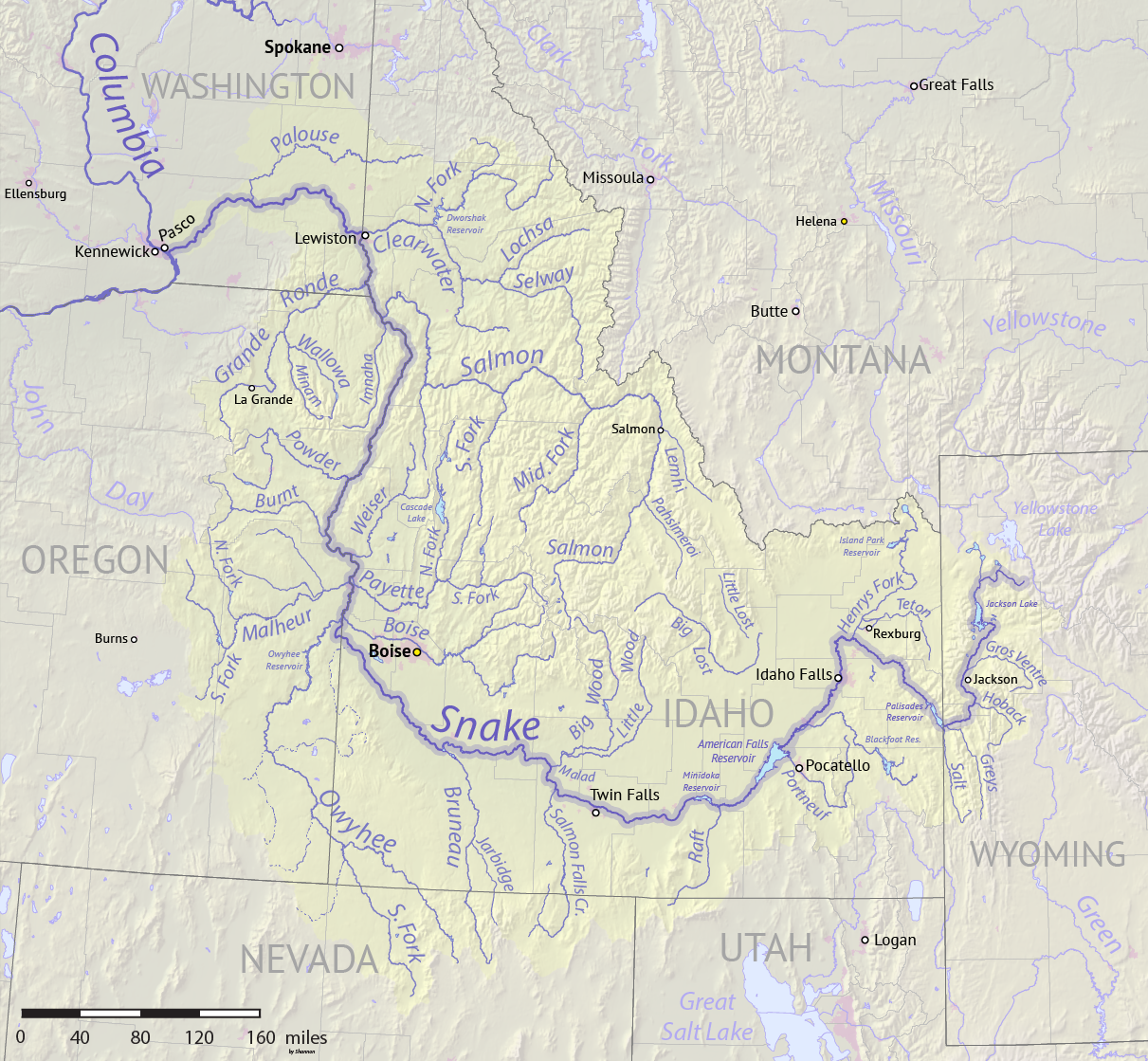
Бернт-Ривер на карте бассейна реки Снейк

Берёт начало из водохранилища Юнити, которое находится в районе гор Блу-Маунтинс, к востоку от национального леса Уаллауа-Уайтмен, к северу от города Юнити.
Течёт главным образом в восточном направлении. Протекает через населённые пункты Херфорд, Бриджпорт, Дерки, Уэтерби, Дикси и Лайм. Впадает в реку Снейк вблизи города Хантингтон, примерно в 526 км от впадения реки Снейк в Колумбию. Высота устья — 632 м над уровнем моря.